# Uncle M Music
Uncle M Music (auch: Uncle M) ist ein deutsches Independent-Label, Promotion-Agentur, Booker und Management aus Nordfriesland, das auf dem DACH-Markt veröffentlicht. Bis 2018 war der Hauptsitz Münster.

## Geschichte
Uncle M Music wurde im Winter 2011 von Mirko Gläser gegründet, nachdem er zehn Jahre als Labelmanager für SideOneDummy Records tätig gewesen war.

## Bands
Veröffentlichungen und Promotion:
- Seconds 7 Seconds
- 100 Kilo Herz
- A Wilhelm Scream
- Abramowicz
- Allison Weiss
- Alex Mofa Gang
- Apologies, I Have None
- Anti-Flag
- Arliss Nancy
- Atlas Losing Grip
- anorak.
- Bedouin Soundclash
- Berri Txarrak
- Blackout Problems
- Boysetsfire
- Cadet Carter
- Chuck Ragan
- Coheed and Cambria
- Complete Control Session
- Coppersky
- Dave Hause
- Devil May Care (Band)
- Der Wahnsinn
- Dispatch
- Disco Ensemble
- Endless Heights
- Eskalation
- Fights & Fires
- Flash Forward
- Flogging Molly
- Frank Turner
- Funeral for a Friend
- Goldfinger
- Great Escapes
- Hal Johnson
- Hello Piedpiper
- Hi! Spencer
- Holmes
- Hot Water Music
- Idle Class
- I Am Heresy
- Itchy
- Jeff Rosenstock
- Jesse Malin
- Joey Cape
- Justin Sane
- kala
- Kmpfsprt
- Malasañers
- Matze Rossi
- Miss Vincent
- Minipax
- Meat Wave
- MxPx
- Nathan Gray
- Nothington
- Off!
- Paper Arms
- Piebald
- pg.lost
- Primetime Failure
- PUP
- Radio Havanna
- Red City Radio
- Restorations
- Rogers
- Scream feat. Dave Grohl
- Silverstein
- Shoreline
- Smile and Burn
- Snareset
- Snuff
- Spanish Love Songs
- Sperling
- Stick to Your Guns
- Talco
- The Bouncing Souls
- The Prosecution
- Templeton Pek
- Teenage Bottlerocket
- The Tips
- Tequila & the Sunrise Gang
- The Bennies
- The Drowning Men
- The Flatliners
- The Horrible Crowes
- The Gaslight Anthem
- The Mighty Mighty Bosstones
- The Sewer Rats
- The Smith Street Band
- The Sidekicks
- The Sounds
- The Sky We Scrape
- The Riverboat Gamblers
- The Suicide Machines
- The Swellers
- The Static Age
- Tim Vantol
- Touché Amoré
- Waterdown
- Wolf Down
- Zox